# Ann Barzel
Ann Barzel (ur. 13 grudnia 1905 w Minneapolis, zm. 12 lutego 2007 w Chicago) – amerykańska tancerka, pedagog, historyk i krytyk baletu.

## Życiorys
W dzieciństwie kilkakrotnie zmieniała razem z rodziną miejsce zamieszkania. Pierwsze lekcje tańca odebrała u Elizabeth Werblosky w Des Moines, gdzie mieszkała w latach 1914-1920. Kontynuowała naukę baletu w Chicago, pod kierunkiem Adolpha Bolma i Marka Turbyfilla. Uczęszczała do szkoły średniej Crane Technical High School and Junior College w Chicago (później Malcolm X College), w 1925 uzyskała bakalaureat, a w 1931 magisterium sztuk wyzwolonych na University of Chicago. Jeszcze w czasie studiów uczyła w chicagowskiej szkole hebrajskiej, później była nauczycielką języka angielskiego w szkole Penn Elementary School (do 1967).
Jej kariera tancerki przypadła na lata 30. i początek 40. (do 1943). Występowała w zespole Chicago Civic Opera Ballet oraz grupie prowadzonej przez Berenice Holmes, która przejęła dawną szkołę tańca Adolpha Bolma. Barzel umiejętności doskonaliła m.in. u Michaiła Fokina. W latach 40. zajęła się pracą pedagoga baletowego, prowadząc zajęcia zarówno z techniki tanecznej, jak i historii baletu. W latach 1945–1961 uczyła tańca w Adele Artinian School of Dance w Milwaukee (w weekendy, w tygodniu kontynuowała pracę w szkole w Chicago). Historię baletu wykładała także na poziomie uniwersyteckim, m.in. w University of Chicago i Columbia College. Jako krytyk baletowy udzielała się w prasie w Chicago oraz w czasopismach specjalistycznych. Współpracowała m.in. z "Chicago Times" (1946-1950), "Chicago's American" (później "Chicago Today", 1951-1974), "Dance Magazin" (przez ponad 40 lat), "Ballet Review", "Ballet Annual", "Dance News". Była również autorką haseł w encyklopediach baletowych.
Pasją Ann Barzel było filmowanie tancerzy. Zbiór filmów poświęconych baletowi, kręconych przez kilkadziesiąt lat, przekazała w 1996 bibliotece Newberry w Chicago. Kolekcja liczyła przeszło 30 tysięcy rolek filmowych, zawierała m.in. taneczne występy młodego Jerome Robbinsa, później znanego choreografa i reżysera, a w 2005 była jednym z ważniejszych materiałów przy produkcji filmu dokumentalnego Ballets russes (w reżyserii Daniela Gellera i Dayny Goldfine). Założyciel American Ballet Theater, Richard Pleasant, miał kiedyś powiedzieć Barzel, której akurat skończyła się taśma w kamerze, aby przynajmniej udawała dalsze kręcenie - w jej obecności tancerze bardziej się starali. Sama Barzel podkreślała, że film najlepiej dokumentuje występy taneczne. W wywiadzie dla "Chicago Sun Times" w 1996 powiedziała m.in., że "żadna książka na świecie nie jest w stanie przekazać, jak poruszał się Niżyński".
Zbiory Barzel przekazane do Newberry nie ograniczały się jednak do filmów baletowych. Od dzieciństwa - jak sama wspominała, taniec odkryła dla siebie w wieku 9 lat, znajdując odpowiednie hasło w encyklopedii - gromadziła wszelkie materiały związane z tańcem, programy występów, dokumenty, artykuły, fotografie, książki, pamiątki. Do najcenniejszych pamiątek z jej kolekcji zalicza się baletki, używane niegdyś przez Annę Pawłową.
Po przejściu na emeryturę współpracowała ze stanową radą ds. sztuki Illinois jako konsultant ds. tańca. Była w gronie założycieli organizacji Ballet Guild of Chicago, działała w szeregu innych organizacji zajmujących się tańcem i kulturą, zasiadała w jury wielu konkursów tanecznych. Uczestniczyła w wydarzeniach kulturalnych do późnej starości. Wśród wielu wyróżnień, jakich doczekała się Barzel, można wymienić nagrodę gubernatora stanu w dziedzinie sztuki (1979), honorowe członkostwo Chicago Dance Arts Coalition (1986) oraz medal im. Wacława Niżyńskiego, przyznany przez Polską Agencję Artystyczną (1994).
Nie założyła rodziny. Zmarła w lutym 2007 w wieku 101 lat po długiej chorobie.